# Portis (Kansas)
Portis es una ciudad ubicada en el condado de Osborne en el estado estadounidense de Kansas. En el año 2010 tenía una población de 103 habitantes y una densidad poblacional de 147,14 personas por km².

## Geografía
Portis se encuentra ubicada en las coordenadas 39°33′46″N 98°41′29″O / 39.56278, -98.69139 (39.562813, -98.691408).

## Demografía
Según la Oficina del Censo en 2000 los ingresos medios por hogar en la localidad eran de $25,000 y los ingresos medios por familia eran $28,333. Los hombres tenían unos ingresos medios de $25,000 frente a los $17,500 para las mujeres. La renta per cápita para la localidad era de $23,653. Alrededor del 6.6% de la población estaban por debajo del umbral de pobreza.